# Natalia Zarembina
Œuvres principales
Auschwitz:obóz śmierci (Auschwitz, le camp de la mort)
Natalia Zarembina, née Lipszyc et dont le pseudonyme était Wita Marcinowska, née en 1895 et morte le 30 avril 1973, était une journaliste, une chroniqueuse et une écrivaine polonaise. Elle était l'épouse de Zygmunt Zaremba (en), un activiste du Parti socialiste polonais durant la Seconde Guerre mondiale et dans le mouvement Żegota, décédé à Paris en 1967. En 1942, elle écrit Auschwitz: obóz śmierci, qui sera publié anonymement fin 1942 et relatant les conditions régnant à Auschwitz. Son ouvrage sera traduit en huit langues dans le monde libre entre 1943 et 1945.

## Éléments biographiques
En décembre 1942, le mouvement dissident clandestin du Parti socialiste polonais, Polska Partia Socjalistyczna - Wolność, Równość, Niepodległość, (Liberté, Égalité, Indépendance - PPS-WRN), également connu sous le nom de "Mouvement polonais des masses laborieuses" (Ruch Mass praccujących polski) publie Auschwitz: obóz śmierci (Auschwitz, le camp de la mort). Ce livre, basé sur les témoignages de trois évadés d'Auschwitz: Eryk Lipiński (en) déporté en août 1940 (matricule 2022), Henryk Świątkowski (pl) également déporté en août 1940 et Edward Bugajski (pl), et des rapports des services secrets polonais fait état de la situation dans ce camp d'extermination. Le livre relate la vie à Auschwitz principalement en 1941 et dans les premières heures de 1942. La précocité de ce premier rapport explique le fait que l'extermination systématique des Juifs ou le gazage des prisonniers de guerre soviétiques n'y soient pas évoqués. Cette lacune a pu conduire à une mauvaise interprétation de l'ampleur et du caractère systématique du génocide en cours. L'auteur met ainsi en avant les souffrances du peuple polonais puisqu'elle écrit pour eux et occulte les conditions endurées par les juifs. Son livre est publié  à Londres en polonais en août 1943 puis republié en anglais en juillet 1944 par Liberty press et publié à New York en mars 1944. Lorsqu'en juillet 1944, le grand public est désormais informé des exécutions de masse à Auschwitz, la publication de l'ouvrage de Natalia Zarembina apparaît donc comme un compte-rendu déjà passablement daté. Cet élément était connu des éditeurs qui intégrèrent d'autres informations dans le texte et des statistiques plus récentes, certains passages furent supprimés.
En 1946, elle quitte la Pologne pour des raisons politiques. Le couple s'installe en France. En 1967, son mari meurt à Paris. Trois ans plus tard, en 1970, elle retourne vivre en Pologne où elle meurt le 30 avril 1973

## Galerie

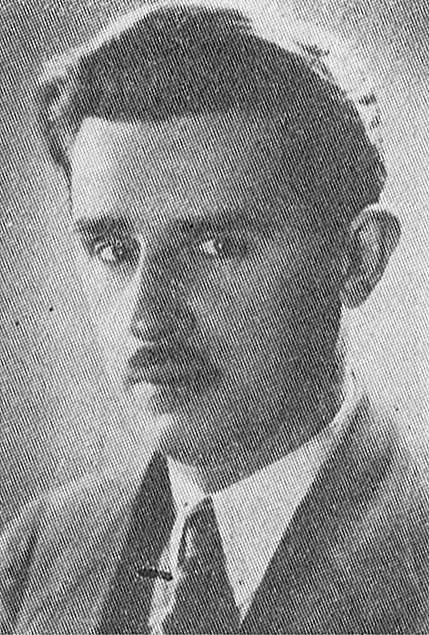
Edward Bugajski
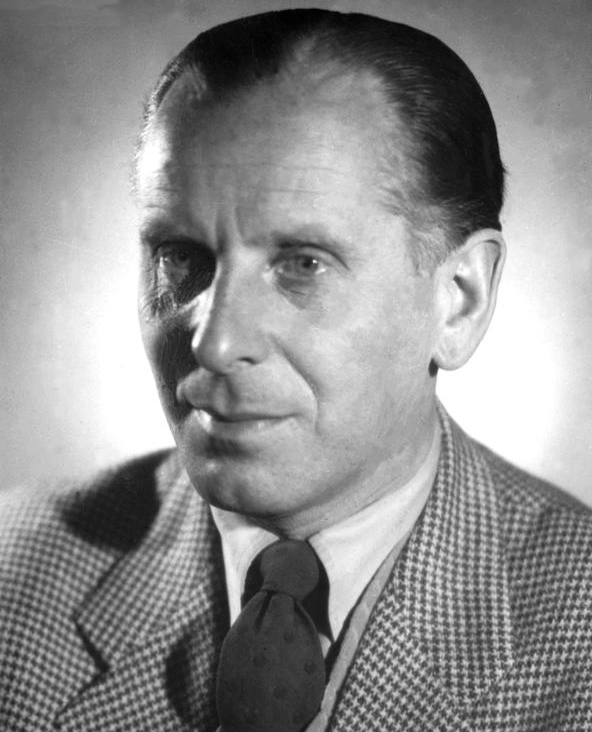
Eryk Lipiński
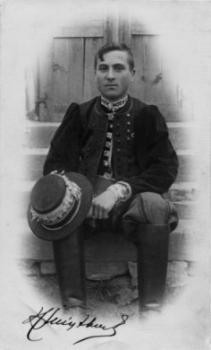
Henryk Świątkowski

## Ouvrages
- Natalia Zarembina, Auschwitz: obóz śmierci (Auschwitz, le camp de la mort), WRN, Varsovie, décembre 1942, 27p.
- Natalia Zarembina, Ruski miesiąc, première édition en 1943.
- Wita Marcinowska, Polska Karząca, TZ WW K.O.P.R., Varsovie, 1943.
- Wita Marcinowska, Kroniki Genralnej guberni opowiadania z kraju pod okupacją niemiecką, éditions Wydawn, 1945, Londres.